# Claudio González Rucavado
Claudio González Rucavado (San José, 1878 - 1928) fue un escritor costarricense, miembro fundador de la Academia Costarricense de la Lengua, de la cual ocupó el Sillón R, y está considerado como uno de los fundadores de la novela costarricense.

## Estudios
Se graduó de Licenciado en Leyes en la Escuela de Derecho de Costa Rica.

## Cargos públicos
Fue diputado propietario por San José (1912-1916 y 1922-1926) y Secretario de Gobernación y Policía (1916).

## Actividad docente
Fue profesor del Liceo de Costa Rica y de la Escuela de Derecho. 

### Obra
- El hijo de un gamonal (1901).
- Escenas costarricenses (1906).
- De ayer (1907).
- Egoísmo .
- Ensayo sobre Moral y Política (1911).
- El poder docente (1914).